# Scopulariopsis candida
Scopulariopsis candida är en svampart som först beskrevs av Guég., och fick sitt nu gällande namn av Paul Vuillemin 1911. Scopulariopsis candida ingår i släktet Scopulariopsis och familjen Microascaceae.   Inga underarter finns listade i Catalogue of Life.